# Zähringen

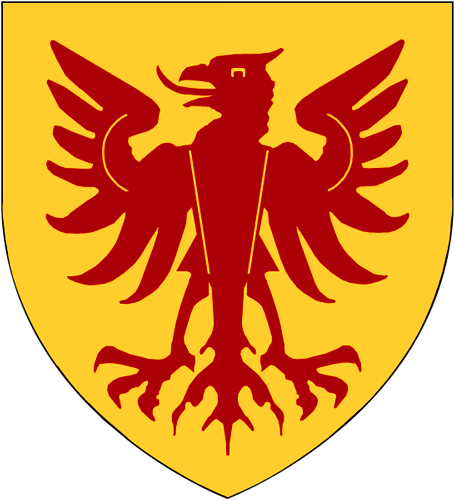
von Zähringens vapen

Zähringen eller von Zähringen är ett tyskt furstehus som härstammar från Schwaben och är känt sedan mitten på 900-talet samt under 1800- och 1900-talen främst som furstehuset i Baden.

Feodala inflytandeområden runt år 1200, von Zähringens i grönt.

Ätten har flera linjer, som alla härstammar från Bertold I (död 1078), som en tid var hertig av Kärnten och markgreve av Verona.

## Hertigliga linjen

### Historia
Bertholds yngre son, Bertold II (död 1111) gifte sig med Rudolf av Schwabens dotter Agnes. Han deltog liksom sin far i upproret mot kejsar Henrik IV och blev hertig av Schwaben. Vid försoningen med kejsaren grundade han, som medelpunkt för sina besittningar i Schwaben, borgen Zähringen, som ligger nära Freiburg i Breisgau. Han erhöll också rättigheter i Zürich.
Bertold II blev stamfar för hertigliga huset Zähringen. Bertolds son Konrad fick år 1127 anspråk på besittningar i och rättigheter (dux et rector Burgundie) över Burgund. I praktiken kunde han dock bara överta viss egendom och endast utöva makt i området mellan Genèvesjön, Jurabergen, Alperna och Reuss. Linjen utslocknade år 1218 med Bertold V, varefter Bern och Solothurn blev riksstäder. Andra områden övergick till familjen von Kyburg.

### Politiskt eftermäle
Den hertigliga linjens insater i det nuvarande västra schweiziska mittlandet har bedömts olika: Befolkningscentra och handel stärktes, men i övrigt lyckades man varken förena eller utveckla det territorium man fått ansvar för.

## Markgrevliga linjen
Den linje, som härstammar från Bertold I:s äldre son, markgreve Herman av Verona (död 1074) fortlever ännu. Baden uppstod som ett markgrevskap 1112, då Hermans son Herman II (död 1130) tog titeln markgreve av Baden.
Herman II:s ättlingar utvidgade sedan området till ett av de mest omfattande i Schwaben. Tidvis var det delat mellan de två huvudlinjerna, Baden-Baden och Baden-Durlach. Dessa förenades 1771 under Karl Fredrik av Baden, som 1803 blev kurfurste och 1806 storhertig.
Huset Zähringen förlorade sin ställning som regerande furstehus i och med storhertig Fredrik II:s abdikation den 22 november 1918.

### Drottningar av Sverige
- Fredrika Dorotea Vilhelmina, drottninggemål 1797 till kung Gustav Adolf av den Holstein-Gottorpska ätten, född prinsessa av Baden
- Sophia Maria Viktoria, drottninggemål 1907 till kung Gustaf V av ätten Bernadotte, född prinsessa av Baden

## Städer
Under medeltiden grundade Zähringarna städerna Bern och Fribourg liksom städer i nuvarande Baden-Württemberg. Orternas rätvinkliga stadsplaner anses ha gemensamma drag. De byggde dessutom ut Burgdorf, Thun och Murten som senare fick stadsrättigheter. De nya städerna drog till sig handelsströmmar som tidigare gått genom Solothurn.